# HK4
Die HK4 ist eine Selbstladepistole, die 1967 von Heckler & Koch eingeführt wurde. Deutsche Behörden erhielten 12.000 Pistolen im Kaliber .32 ACP mit der Bezeichnung P11.
Die HK4 ist eine Neuauflage und Weiterentwicklung der Mauser Selbstladepistole HSc. Sie verweist auf die beruflichen Anfänge der Firmengründer, die in der Vorkriegs- und Kriegszeit Beschäftigte der Mauser-Werke Oberndorf A.G. gewesen waren. Wie die HSc ist auch die HK4 ein unverriegelter Rückstoßlader mit Feder-Masse-Verschluss, Spannabzug und einer kombinierten Sicherungs-/Entspannvorrichtung.
Herausragendes Merkmal der HK4 ist die Möglichkeit, durch Wechsel von Lauf, Schließfeder und Magazin aus einer Waffe vier Kaliber (deshalb HK "4") zu verschießen (.22 lfB, 6,35 mm Browning, 7,65 mm Browning, 9 × 17 mm kurz). Der Wechsel zwischen Munition mit Zentralzündung (6,35 mm Browning, 7,65 mm Browning, 9 mm kurz) und Munition mit Randzündung (.22 lfB) wird durch eine einfache Drehung des (abnehmbaren) Stoßbodens möglich. Der Kaliberwechsel innerhalb der Gruppe von Zentralfeuerpatronen erfolgt in wenigen Sekunden ohne Werkzeug, beim Wechsel zum Kaliber .22 lfB benötigt man lediglich einen Schraubendreher zum Lösen des Stoßbodens.
Die HK4 verfügte regelmäßig über ein Griffstück aus Leichtmetall (Duraluminium) und einen (teilweise) im Prägeverfahren hergestellten Stahlverschluss. Das Griffstück erwies sich langfristig als unzureichend stabil. So konnte es vorkommen, dass beim Schießen Griffstücke unerwartet brachen.
Aufgrund ihrer Fertigungsqualität und des einfachen Kaliberwechsels war die HK4 am Markt erfolgreich, auch wenn sie ihren großen Rivalen, den Walther-Pistolen PP und PPK, nie ernsthaft gefährlich werden konnte. Vor allem  der Zoll entschied sich für die HK4 als Dienstwaffe. Im zivilen Bereich war sie v. a. für Jäger als Fangschusswaffe (9 mm kurz) und Waffe für die Bau- und Fallenjagd (.22 lfB) bedeutsam.
In ihrem grundsätzlichen Aufbau und den wesentlichen Fertigungsverfahren verweist die HK4 bereits auf ihre wesentlich bedeutendere und erfolgreichere Nachfolgerin, die HK P9 (S).

## Patent-Informationen
- Patent  DE1428770: Automatische Pistole. Angemeldet am 20. Mai 1963, veröffentlicht am 30. Januar 1969, Anmelder: Heckler & Koch GmbH, Erfinder: Seidl, Alex; Möller, Thilo (CPC F41A11/02; F41A21/484; F41A21/488; F41A3/64; F41G1/06; F41G1/16; Auch veröffentlicht als US3227046, GB1004894, CH418896, BE648141, AT243132).‌
- Patent  DE1205425: Automatische Pistole. Angemeldet am 18. Februar 1964, veröffentlicht am 18. November 1965, Anmelder: Heckler & Koch GmbH, Erfinder: Seidl, Alex; Möller, Thilo (CPC F41A19/13; Auch veröffentlicht als BE659846, US3287843, AT250219, SE301923, CH430504).‌